# Piper fischerianum
Piper fischerianum är en pepparväxtart som beskrevs av C. Dc.. Piper fischerianum ingår i släktet Piper och familjen pepparväxter. Inga underarter finns listade i Catalogue of Life.